# Турн-и-Таксис, Елизавета Елена
Елизавета Елена Турн-и-Таксис (нем. Elisabeth Helene von Thurn und Taxis; 15 декабря 1903, Регенсбург — 22 октября 1976, Мюнхен) — принцесса Турн-и-Таксис, титулярная королева-консорт Саксонии, супруга Фридриха Кристиана Саксонского, маркграфа Мейсенского.

## Биография
Принцесса родилась в семье принца Альберта Турн-и-Таксиса и его супруги эрцгерцогини Маргариты Клементины Австрийской. По отцу Елизавета Елена приходилась внучкой Максимилиану Антона Турн-и-Таксису и принцессе Елене Баварской, сестре императрицы Сисси. По матери внучка эрцгерцога Иосифа Карла Австрийского, внука императора Леопольда II, и Клотильды Саксен-Кобург-Готской, внучки короля Франции Луи Филиппа.
16 июля 1923 года принцесса вышла замуж за принца Фридриха Кристиана Саксонского, сына последнего короля Саксонии Фридриха Августа III и Луизы Тосканской, эрцгерцогини Австрийской.
В браке родилось пятеро детей:
- Мария Эммануил (1926—2012) — маркграф Мейсенский, женат на Анастасии Ангальтской, бездетен.
- Мария Йозефа (1928—2018) — не замужем.
- Мария-Анна (1929—2012) — была замужем за Роберто де Афиф, принцем Гессафе, трое сыновей.
- Альберт (1934—2012) — женился на Эльмире Хенке, бездетен.
- Матильда (1936—2018) — была замужем за принцем Иоганном Саксен-Кобургским, один сын.

## Титулы
- 15 декабря 1903 — 16 июля 1923: Её Светлость Принцесса Турн-и-Таксис
- 16 июля 1923 — 18 февраля 1932: Её Королевское Высочество Принцесса и герцогиня Саксонская, принцесса Турн-и-Таксис
- 18 февраля 1932 — 9 августа 1968: Её Королевское Высочество Маркграфиня Мейсенская
  - Титулярно: 18 февраля 1932 — 9 августа 1968: Её Величество Королева-консорт Саксонии
- 9 августа 1968 — 22 октября 1976: Её Королевское Высочество Вдовствующая маркграфиня Мейсеская